# ملفات بيبي
ملفات بيبي- هو فيلم وثائقي أمريكي، صدرعام 2024م، من إخراج أليكسيس بلوم. الفيلم يتضمن لقطات مسربة من محاكمة رئيس الوزراء الإسرائيلي بنيامين نتنياهو . تم عرض الفيلم في مهرجان تورنتو السينمائي الدولي 2024م بتاريخ 9 سبتمبر 2024 بوصفه فيلم قيد التنفيذ، وسيتم عرضه العالمي الأول رسميًا في أكبر مهرجان للافلام الوثائقية في أمريكا، وذلك في نوفمبر 2024م. سيتم إصداره لاحقًا في 11 ديسمبر 2024.

## المقدمة
خلال محاكمة بنيامين نتنياهو، سجلت الشرطة الإسرائيلية آلاف الساعات من لقطات الاستجواب،بداية من عام 2016 إلى عام 2018. وهذه اللقطات تم تسريبها للمخرج السينمائي أليكس جيبني في عام 2023. وبالإضافة إلى لقطات نتنياهو، فالفيلم يتضمن أيضًا لقطات لزوجته سارة، وابنه يائير، وكذلك أصدقائه، وشركائه، بالإضافة أيضًا إلى عمال المنزل في المقر الرئيس لإقامة رئيس الوزراء، والمسمى بيت أغيون . ويتضمن الفيلم أيضًا مقابلاته مع أشخاص من الداخل، بما في ذلك الصحفي رافيف دراكر ورئيس الشاباك السابق عامي أيالون، الذين أبدوا استعدادهم للتحدث علانية عن نتنياهو. ويظهر في الفيلم أيضًا العديد من الشهود الذين عملوا مع نتنياهو وميلشان، وهم يتحدثون إلى الشرطة بشأن هدايا منتظمة لنتنياهو وزوجته سارة في مقابل الحصول على خدمات، من بينها تمديد الإعفاء الضريبي الذي أستفاد منه ميلشان، بينما يزعم نتنياهو أن تدخله فيما يتعلق بالإعفاء الضريبي كان لصالح الدولة، وليس مليشان.

## إنتاج
في حين أنه تم نشر تسجيل صوتي للاستجواب في وقت سابق، إلا أنه لم يتم نشر اللقطات وقتها. وقد صرح المخرج أليكس جيبني قائلاً: "إن هذه التسجيلات المصورة تلقي الضوء على شخصية نتنياهو بطريقة غير مسبوقة وغير عادية. فهي تمثل دليل قوي على شخصيته الفاسدة والمرتشية، وكيف قادتنا إلى حيث نحن الآن". وقد كان جيبني، ومعه المخرجة أليكسيس بلوم يعملان على الفيلم قبل هجمات 7 أكتوبر 2023.
وأشارت بلوم إلى أنها أجرت مقابلات مع العديد من الأفراد، بما في ذلك رؤساء الأركان السابقون، ورؤساء الشاباك، وغيرهم من كبار المسؤولين، الذين كانوا على استعداد للتحدث معها حول نتنياهو، ولكن بشكل ودي وغير رسمي. وبالفعل تحدثوا معها لساعات عن فساده وأكاذيبة، وقد قارن أحدهم رئاسة نتنياهو للوزراء بمسلسل "بيت من ورق" الذي أنتجته نتفليكس. وقالت بلوم: "بصراحة، هذه القصص عن نتنياهو معروفة جيدًا في إسرائيل. وقد قال لي العديد من الإسرائيليين على طول الطريق: "عليكم أن تنشروا هذا للعالم كله". وعلى الرغم من ذلك فقد أعربت بلوم عن خيبة أملها بسبب رفض المسؤولون التحدث علنًا عن فساد نتنياهو.

## اصدار
في 2 سبتمبر 2024، أضيف الفيلم إلى تشكيلة مهرجان تورنتو السينمائي الدولي (TIFF) لعام 2024، بوصفه فيلم قيد التنفيذ، وذلك بعد ثلاثة أسابيع من إصدار الجدول الكامل للمهرجان.، وكان الدافع وراء ذلك ضرورة مشاهده الفيلم بشكل عاجل في الوقت الذي يستمر فيه عدد القتلى في غزة في الارتفاع. وقد حصل فيلم على حقوق البيع في 6 سبتمبر،  وتم عرضه في مهرجان تورنتو السينمائي الدولي يومي 9 و10 سبتمبر. وسوف يتم عرضه أيضًا في مهرجان وودستوك السينمائي لعام 2024 في أمريكا.
أما العرض الأول الرسمي للفيلم، فسوف يتم عرضه عالميًا في أكبر مهرجان للأفلام الوثائقية في أمريكا، وذلك في نوفمبر 2024. وسوف يكون متاحًا للبث توفيره للبث في 11 ديسمبر 2024.

### رد نتنياهو
في الثامن من سبتمبر، وقبل يوم واحد من عرض الفيلم في مهرجان تورنتو السينمائي الدولي، تقدم محامو نتنياهو بطلب إلى محكمة منطقة القدس، من أجل إصدار أمر قضائي ضد الصحفي رافيف دراكر، أحد منتجي الفيلم، وذلك بسبب نشره لقطات من استجواب للشرطة دون إذن من المحكمة. وفي التاسع من سبتمبر، تم رفض الطلب، من قبل القاضي عوديد شاهام، وعليه فقد تم عرض الفيلم في مهرجان تورنتو السينمائي الدولي في وقت لاحق من ذلك اليوم.
وفيما يتعلق بعملية توزيع الفيلم، فقد صرح جيبني قائلاً: "أن هناك قيد قانوني في الوقت الحالي في إسرائيل، بالاتفاق مع المصدر. أما في أي مكان آخر في العالم، فليس ثمة أية قيود. ولهذا، نخطط لتوزيع الفيلم على أوسع نطاق ممكن، مع البقاء ضمن حدود وعدنا، أو وعدي، للمصدر". و
وفي 17 سبتمبر، عاد محامو نتنياهو، وقدموا هذه المرة التماسًا إلى النائب العام الإسرائيلي، جالي بهاراف ميارا، ومفوض الشرطة دانيال ليفي، لفتح تحقيق في قضية دراكر. كما طالبوا بفرض حظر نشر على لقطات المحاكمة المسربة.

## تقيمات
قيم جيسون جوربر من موقع كوليدر الفيلم بـ 7 من 10 وكتب: " إن ملفات بيبي بمثابة شهادة على وجود أصوات - ملايين الأصوات، في الواقع، داخل إسرائيل وخارجها - تدعو إلى إسقاط نتنياهو وائتلافه. تلك الأصوات التي تربط بشكل مباشر الأحداث المروعة التي وقعت في 7 أكتوبر 2023 بسياسات الإدارة الحالية، وتقول بشكل لا لبس فيه أن استمرارالحرب بين إسرائيل وحماس ليس من أجل الأمن الأكبر لشعب، ولكن لإلحاق المعاناة به، وربما يرجع ذلك لأسباب أيديولوجية، ولتجنب المساءلة عن بعض المؤشرات الواضحة إلى حد ما على الرشوة والفساد". ووصفت ليلا جاسينتو من المحطة التلفزيونية فرانس 24 الفيلم بأنه "حكاية شكسبيرية تقريبًا عن فساد رجل واحد، وكيف يمكن أن يصيب الجسد السياسي لأمة في حالة حرب، مرة أخرى، ضد شعب بلا وطن".
وكتب عوفر ماتان من صحيفة هآرتس: "إن الارتباط بين محاكمة نتنياهو بتهمة الفساد، والحرب بين إسرائيل وحماس، ربما يكون أعظم إنجاز للفيلم. وتقريبَا، مثل هذا الارتباط يبدو بديهيًا بالنسبة للإسرائيليين الذين يعارضون نتنياهو ويحتجون ضده وحكومته، لكنه ليس واضحًا، أو حتى معروفًا في بعض الأحيان بالنسبة للجمهور الدولي، بما في ذلك الجمهور اليهودي". وقد صرح ميتال بالميس كوهين من الجامعة العبرية في القدس: "لن نرى تغييرًا جوهريًا في الرأي العام في إسرائيل، ولكن على الساحة الدولية له أهمية كبيرة".
ووفقًا لتوم باورز، كبير مبرمجي الأفلام الوثائقية في مهرجان تورنتو السينمائي الدولي، فإن "ملفات بيبي" هو عمل من أعمال الصحافة الوثائقية من الدرجة الأولى، فقد حصل أليكسيس بلوم وأليكس جيبني، على لقطات كاشفة لم يرَها أحد من قبل، ثم أجرَيا مقابلات معمّقة مع مجموعة واسعة من الشخصيات، بما في ذلك من أعلى مستويات الحكومة الإسرائيلية.

## روابط خارجية
- فيلم "ملفات بيبي" على قاعدة بيانات الأفلام علي الأنترنت IDMB